# Saratoga County
Saratoga je okres (county) amerického státu New York založený v roce 1791. Správním střediskem je sídlo Ballston Spa s 5 518 obyvateli (v roce 2006).
Počet obyvatel: 215 483 (v roce 2006), 200 635 (v roce 2000)
Ženy: 50,6 % (v roce 2005)

## Sousední okresy
- sever – Warren
- severovýchod – Washington
- jihovýchod – Rensselaer
- jihozápad – Albany
- západ – Montgomery, Fulton, Schenectady
- severozápad – Hamilton